# Хаутон, Рэй
Ре́ймонд Джеймс (Рэй) Ха́утон (англ. Raymond James "Ray" Houghton; род. 9 января 1962, Глазго, Шотландия) — ирландский футболист шотландского происхождения, полузащитник. Завершил карьеру в 2000 году. В настоящее время[когда?] аналитик и комментатор редакции спортивного вещания RTÉ Sport при телерадиокомпании RTÉ. Хаутон играл за сборную Ирландии, в которую попал благодаря своему отцу.
Хаутон особенно запомнился болельщикам, забив два наиболее важных мяча в истории своей национальной сборной, в результате которых со счётом 1:0 были одержаны победы над сборной Англии в Штутгарте в рамках чемпионата Европы 1988 и над сборной Италии на «Джайантс Стадиум» в Нью-Йорке в рамках чемпионата мира 1994. На клубном уровне Хаутона больше всего помнят за успехи в составе «Ливерпуля» в конце 1980-х.

## Карьера в сборной
Хаутон начал играть за сборную Ирландии благодаря своему отцу, родившемуся в Банкране, графство Донегол. 26 марта 1986 года он дебютировал за сборную в дебютном матче Джека Чарльтона в качестве тренера, в котором в товарищеском матче на «Лэнсдаун Роуд» со счётом 1:0 была обыграна сборная Уэльса.
Летом 1988 года Хаутон вошёл в заявку сборной, впервые в истории квалифицировавшейся в финальный турнир крупного соревнования, на чемпионат Европы в ФРГ. 12 июня состоялся первый матч группового этапа против сборной Англии, за которую выступали Гари Линекер, Брайан Робсон и одноклубники Хаутона Питер Бирдсли и Джон Барнс. Хаутон забил быстрый гол, который принёс Ирландии победу со счётом 1:0, этот гол стал первым для игрока в составе сборной. Однако Ирландия не смогла выйти в плей-офф после ничьей в матче против СССР и поражения от будущего чемпиона, сборной Нидерландов.
В 1990 году Хаутон вошёл в состав сборной, квалифицировавшейся на чемпионат мира в Италии. Ирландцы снова попали в одну группу со сборной Англии, за которую выступали Линекер, Робсон, Бирдсли и Барнс, а также Пол Гаскойн и Крис Уоддл. Игра завершилась вничью со счётом 1:1. Ирландцы также не проиграли Египету (0:0) и Нидерландам (1:1), финишировав с теми же количеством очков (3), разницей мячей (0) и количеством забитых голов (2), что и голландцы. Обе команды вышли в плей-офф вместе с Англией, которая возглавила группу.
25 июня Ирландия столкнулась с Румынией на стадионе Луиджи Феррарис в Генуе. После трудной ничьей 0:0, игра перешла в серию пенальти, в которой Хаутон забил второй пенальти, внеся тем самым вклад в победу со счётом 5:4 и выход в четвертьфинал. В следующем раунде Ирландия потерпела поражение со счётом 0:1 от хозяйки турнира, сборной Италии.
В 1994 году Хаутон вошёл в заявку сборной на чемпионат мира в США и снова стал героем, забив гол, принесший сенсационную победу. 18 июня на 11-й минуте матча на Джайантс Стадиум в Нью-Йорке против Италии он отличился результативным ударом из-за штрафной, благодаря которому ирландцы взяли реванш за поражение от итальянцев четырьмя годами ранее. Ирландия вышла в плей-офф, в первом раунде которого покинула турнир, проиграв Нидерландам (0:2).
Последний матч в составе национальной команды Хаутон провёл, выйдя на замену в матче плей-офф за выход на чемпионат мира по футболу 1998 года против Бельгии в Брюсселе. Ирландия проиграла матч со счётом 2:1 (3:2 по сумме двух матчей), а футболист забил свой последний гол за сборную. В составе сборной Ирландии он провёл 73 матча, в которых забил 6 мячей.
В настоящее время[когда?] Хаутон занимает пост посла в Футбольной ассоциации Ирландии. В 2008 году он был частью команды из трёх человек совместно с Доном Гивенсом и Доном Хау, занимавшейся выбором нового тренера сборной. После собеседования с несколькими кандидатами Хаутон и команда в конечном итоге назначили на пост тренера Джованни Трапаттони.

## Медиакарьера
В настоящее время[когда?] Хаутон пользуется большим спросом в качестве комментатора, работая на RTÉ в Ирландии, а также на Talksport, Sky Sports, Sportsxchange в Соединённом Королевстве и LFC TV. С 2002 года он работает в компании Sports Interactive в качестве консультанта по PC и Xbox 360, разрабатывая серию игр Football Manager.
В 2005 году он получил почётную степень в Хаддерсфилдском университете за заслуги в спорте, присоединившись к актёру Тиму Бруку-Тейлору и бывшему олимпийскому пловцу Адриану Мурхаусу.
Рэй освещал матчи на RTÉ Sport в рамках чемпионата мира по футболу 2010. Он известен как помощник главного комментатора.

## Награды

### Игрок
Оксфорд Юнайтед
- Кубок Футбольной лиги (1): 1985/1986

Ливерпуль
- Первый дивизион Футбольной лиги (2): 1987/1988, 1989/1990
- Кубок Англии (2): 1988/1989, 1991/1992
- Суперкубок Англии по футболу (2): 1989, 1990

Астон Вилла
- Кубок Футбольной лиги (1): 1993/1994